# Dereń (jezioro)
Dereń (niem. Schiefel See) – jezioro na Równinie Wełtyńskiej, położone w województwie zachodniopomorskim, w powiecie gryfińskim, w gminie Stare Czarnowo, w południowej części Puszczy Bukowej.
Powierzchnia akwenu wynosi 8,13 ha. Jezioro Dereń leży między Bukową Górą na północy a jeziorem Glinna Wąska na południu, z którym łączy je krótki ciek. Brzegi porośnięte są drzewami i krzewami, obrzeża zarastają roślinnością wodną. 

W pobliżu jeziora przebiegają  Szlak im. Stanisława Grońskiego i  Szlak Sekwoi.